# Tewantin
Tewantin est une ville australienne située dans la zone d'administration locale de Noosa, dont elle est le siège, au Queensland.

## Géographie
La ville est située au bord du fleuve Noosa, près de la mer de Corail, à 130 km au nord de Brisbane.

## Histoire
Le nom Tewantin est une version anglicisée du nom aborigène de la région dauwadhum, signifiant « le lieu des bois coupés ».

## Références

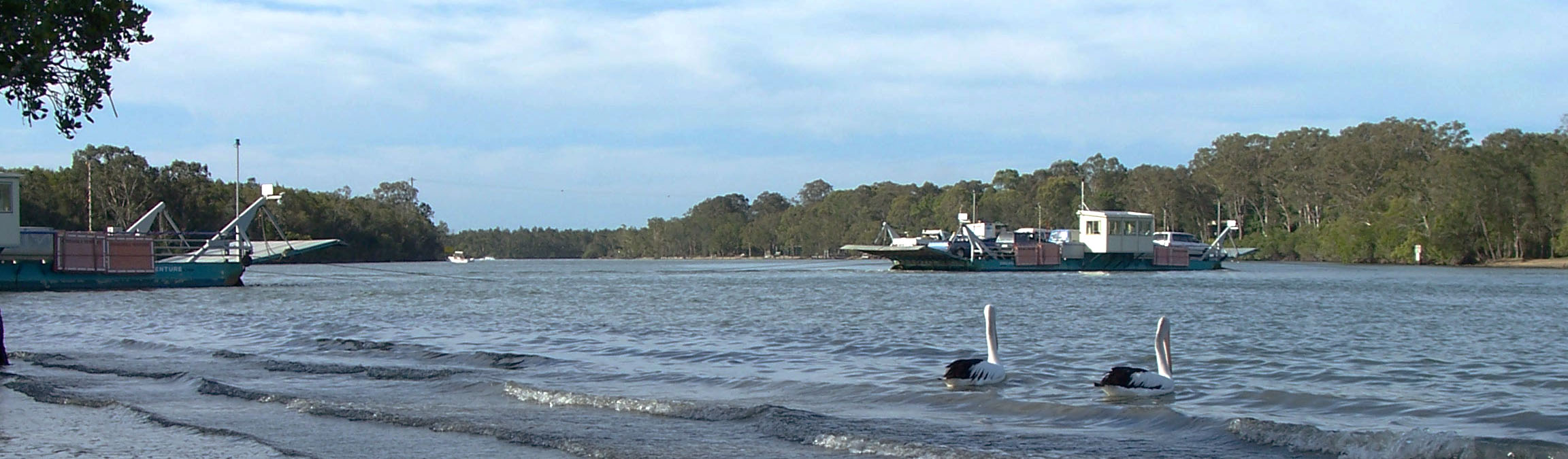
Le ferry de Tewantin.

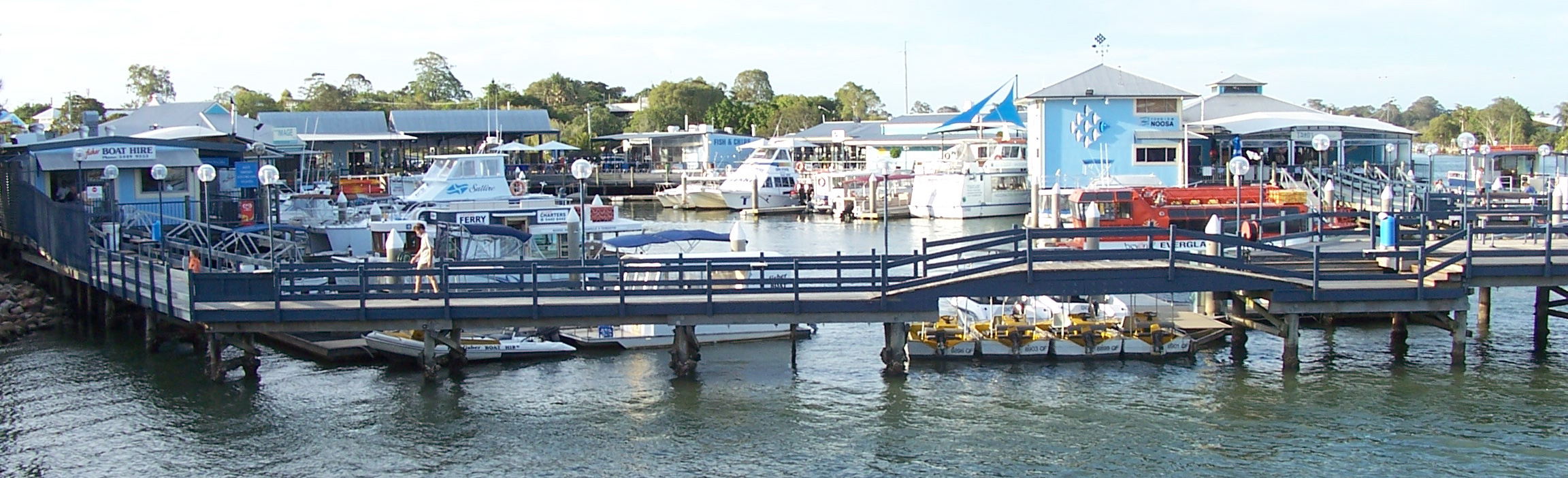
Tewantin.